# Frédéric Back
Pour les articles homonymes, voir Back.
Frédéric Back né le 8 avril 1924 à Sarrebruck et mort le 24 décembre 2013 à Montréal est un peintre, illustrateur et réalisateur de films d'animation québécois d'origine française.
Il est surtout connu pour ses deux Oscars du meilleur court métrage d'animation (1982, 1988), pour ses films Crac! et L'Homme qui plantait des arbres.

## Biographie
Frédéric Back est né le 8 avril 1924 à Sankt Arnual, une paroisse en banlieue de la ville de Saarbrücken, dans le territoire de la Sarre qui est alors rattaché à la France, d’un père musicien percussionniste (timbalier) et d’une mère dessinatrice, tous deux alsaciens. Il grandit et étudie à Strasbourg, puis de 1937 à 1938 à l'école de dessin de la rue Madame, qui prépare l'entrée à l’École Estienne de Paris. Il habite alors au numéro 1 de la rue Garancière. Il intègre ensuite l'École régionale des beaux-arts de Rennes où il reçoit l’enseignement de Mathurin Méheut pour le dessin et la peinture et celui de l'architecte Raymond Cornon (1908-1982), pour la perspective, artiste peintre et illustrateur. Cette rencontre marquera durablement Frédéric, au niveau humain et artistique. C'est à cette époque qu’il commence sa carrière de peintre et expose notamment ses œuvres au Salon de la Marine, à Paris en 1946 et 1947. Parmi ses condisciples nous trouvons : Joseph Archepel, Jeanne Baglin, née Hue ; Jean Brand'honneur, Geoffroy Dauvergne, Roland Guillaumel, Jean-Marie Martin, Roger Marage, Guillemette Lelardoux-Chanu, Henri Thomas qui restèrent des amis, auprès de qui il avait une certaine notoriété puisque ayant déjà, à 18 ans, illustré le Du Guesclin de Roger Vercel.
Établi à Montréal en 1948, il enseigne à l’École du Meuble, où il succède à Paul-Émile Borduas, et à l'École des beaux-arts de Montréal où il rencontre Alfred Pellan.
Il entre au service de Radio-Canada en 1952 comme illustrateur, créateur d’effets visuels, de décors et de maquettes pour de nombreuses émissions culturelles, éducatives et scientifiques.
Dans les années 1960, il réalise plusieurs verrières d’églises et de lieux publics, telle celle de la station de métro Place-des-Arts à Montréal, en 1967, assisté de René Derouin.
En 1968, il rejoint l'équipe du studio d'animation de Radio-Canada, créé par Hubert Tison. De 1968 à 1993 il réalise dix courts-métrages, ainsi que diverses présentations spéciales pour les programmes de la Société Radio-Canada. Les films de Frédéric Back sont acclamés sur tous les continents, les reconnaissances et les nombreux prix consacrent le talent et le travail mis à contribution pour chaque film. Frédéric Back est nommé quatre fois aux Oscars du cinéma et remporte deux fois l'Oscar du meilleur court métrage d'animation : le premier (1982) pour Crac ! (82) et le second (1988) pour L'Homme qui plantait des arbres. À lui seul, le film L'Homme qui plantait des arbres a gagné plus de quarante prix dans des festivals de films, un peu partout dans le monde.
Le cinéma d’animation lui est aussi un moyen pour transmettre son message écologiste et sensibiliser le public du monde entier aux causes environnementales qui lui tiennent à cœur. Partout où ils sont présentés, ses films recueillent l’admiration du milieu du cinéma mais surtout celle du grand public qui y trouve des raisons d’espérer et des motivations à agir. L'Homme qui plantait des arbres suscite partout sur la planète des mouvements spontanés de citoyens qui se mettent à planter des arbres eux aussi, ou bien s’en inspirent pour des initiatives locales appropriées.
Jusqu'à la fin, Frédéric Back continue à dessiner et s’implique plus que jamais dans des projets reflétant les valeurs auxquelles il a toujours adhéré : la défense des animaux et de la nature. Membre fondateur de la Société pour vaincre la pollution (SVP) et de la Société québécoise pour la défense des animaux, il répond aux questions relatives au cinéma d’animation et à l’environnement, intervient dans les écoles, illustre des livres, crée des affiches et continue de planter des arbres. Membre de l'Association des amis du peintre Geoffroy Dauvergne, qui fut son condisciple aux Beaux-Arts de Rennes, en vue de la préservation du capital culturel pictural français. Membre de l'organisme Les artistes pour la paix, il a reçu, en 2010, un prix hommage célébrant son implication sociale, en particulier dans sa lutte contre le nucléaire.
Végétarien convaincu, il cite souvent Marguerite Yourcenar : « Les animaux sont mes amis et je ne mange pas mes amis. »
À partir de 2005, il est directeur artistique du site Internet qui lui est consacré, Les Dessins d’une vie.
Il meurt à Montréal le 24 décembre 2013, entouré de ses proches,.

## Formation
- 1937-1938 : école de la rue Madame à Paris. Dessin et reliure.
- 1938-1939 : École Estienne à Paris. Dessin lithographique.
- 1939-1944 : École régionale des beaux-arts de Rennes (1er prix d'études).
- 1941-1948 : élève de Mathurin Méheut, illustrateur et peintre de la Marine.
- 1963-1964 : boursier du Conseil des Arts du Canada. Séjour de perfectionnement en Europe dans le domaine du décor de film et du cinéma d'animation.

## Enseignement
- 1948-1952 : professeur de dessin et couleur à l'École du meuble, intégrée depuis au Cégep du Vieux Montréal.
- 1948-1952 : professeur d’illustration à École des beaux-arts de Montréal, devenue le département des arts plastiques de l'Université du Québec à Montréal.

## Œuvre

### Filmographie

#### Cinéma
- 1970 : Abracadabra
- 1971 : Inon ou la conquête du feu
- 1972 : La Création des oiseaux
- 1975 : Illusion ?
- 1977 : Taratata
- 1978 : Tout-rien
- 1981 : Crac !
- 1987 : L'Homme qui plantait des arbres
- 1993 : Le Fleuve aux grandes eaux

#### Télévision

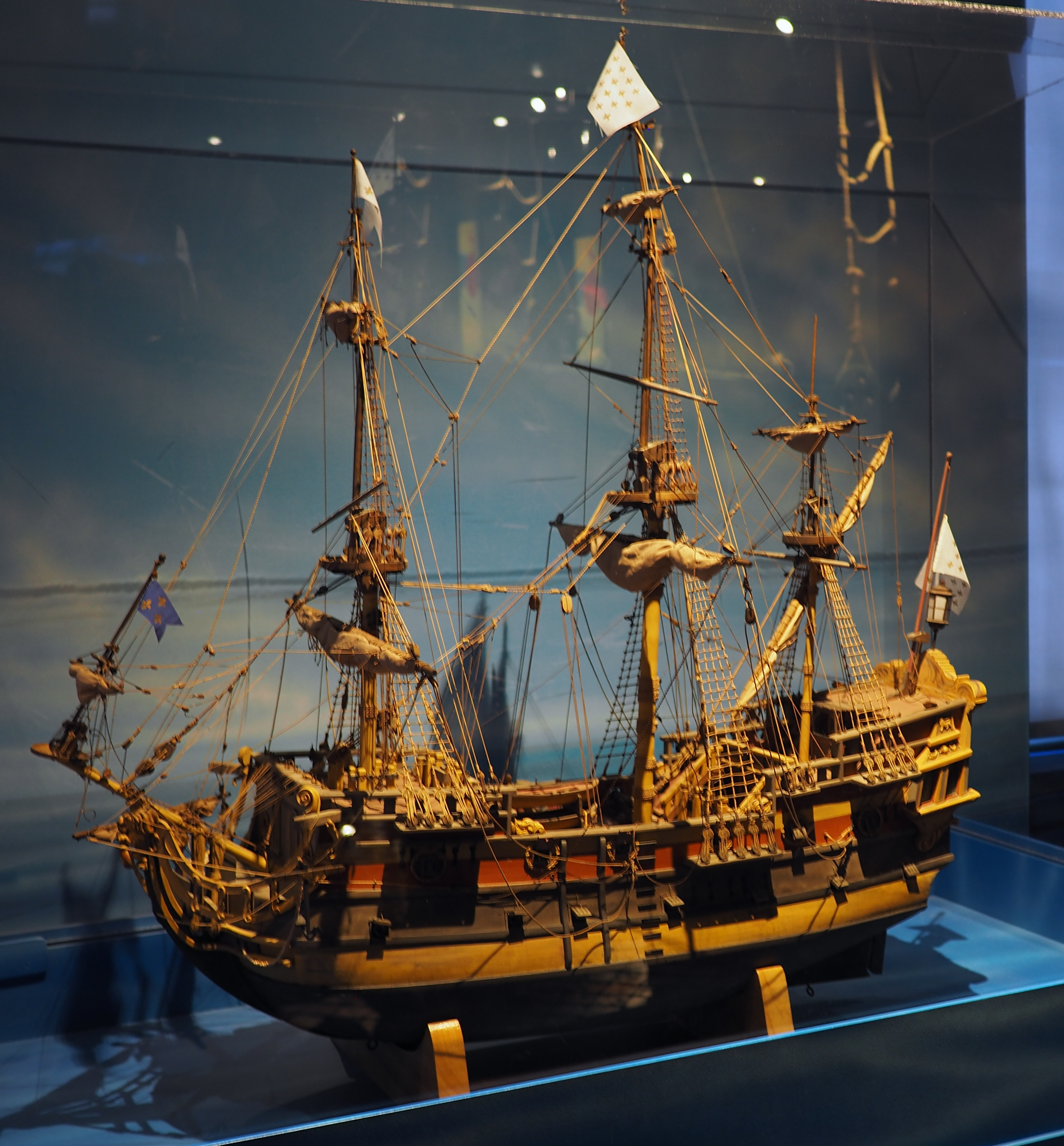
Maquette d'un navire français. Réalisation de Frédéric Back et Jean-Paul Boileau pour la série télévisée D'Iberville (1967-1968). Montréal, musée Pointe-à-Callière.

- 1952 – 1953 : illustration et création de décors au service des Arts graphiques de la télévision de la Société Radio-Canada à Montréal.
  - Chants et danses du monde, série hebdomadaire, réalisée par Roger Racine.
  - Introductions pour plusieurs ballets. Téléthéâtre, réalisé par Jean Boisvert.
  - Le Grenier aux images, série hebdomadaire, avec André Cailloux.
  - Pépinot et Capucine, émissions pour enfants. Illustrations.
  - 14, rue de Galais, réalisations de maquettes.
- 1953 - 1961 : illustrations, animations, dessins exécutés en direct, effets visuels, trucages, dessin animés, décors pour les émissions de télévision éducative, musicales et scientifiques de la Société Radio-Canada.
  - Le Nez de Cléopâtre, série hebdomadaire, réalisée par Jean Boivert.
  - Les Mystères de la planète, série hebdomadaire, réalisation de dessins animés.
  - L'Heure du concert, réalisé par Pierre Mercure, Françoys Bernier et Guy Parent.
  - La Science en pantoufles, série hebdomadaire, réalisée par Fernand Séguin. Réalisation de dessins animés.
  - La Joie de connaître, série hebdomadaire, réalisée par Fernand Séguin. Réalisation de dessins animés.
  - Concerts pour la jeunesse, sous la direction musicale de Wilfrid Pelletier.
  - La Boîte à surprises, émissions pour enfants. Contes illustrés.
  - Trio lyrique, série.
  - Le Roman de la science, décors pour 99 émissions. Présenté par Fernand Seguin.
  - Les Récits du Père Ambroise, émission pour enfants. Réalisé par Louis-Philippe Beaudoin.
  - Signes de vie, émission religieuse pour enfants réalisée par Pierre Monette et animée par le père Ambroise Lafortune.
  - Pierres Vivantes, émissions dominicales avec le Père Ambroise, réalisées par Pierre Monette.
  - La Vie qui bat, série de découverte sur la nature, réalisée par Pierre Monette.
  - Jazz pour Dieu, réalisation des animations.
  - Fonfon, série pour enfants, réalisée par Hubert Blais.
  - Le Corps humain.
- 1961 - 1963 : illustrateur aux émissions éducatives de la Société Radio-Canada.
  - Le Secret des choses, émission éducative animée par Simone Bédard.
- 1965 - 1969 : Quebec School Telecasts. Émission éducative réalisée par Leonard Weinstein et diffusée au réseau anglais de la Société Radio-Canada. Frédéric Back réalise les films d’animation.
- Jeunesse oblige, magazine pour la jeunesse réalisé par Jean Martinet et Jean-Guy Benjamin.
- 1967 : D’Iberville réalisée par Pierre Gauvreau et Rolland Guay. Frédéric Back réalise neuf maquettes pour cette série. Elles sont remises au Musée militaire et maritime de la Ville de Montréal, à l'Ile Sainte-Hélène.
- 1968 : Frédéric Back intègre l’équipe du studio d’animation de la Société Radio-Canada, dirigée par Hubert Tison.
- 1970 : présenté à l'Atelier des émissions jeunesse à l'Union européenne de radiodiffusion (UER) à Copenhague, Abracadabra a été vendu à neuf organismes étrangers : les télévisions de Hollande, de Suède, de France, de Suisse, de Belgique, de Monte-Carlo, de Finlande, d'Écosse et la National Education Television des États-Unis. Sept films de Frédéric Back ont participé à ces échanges pendant 14 ans.
- Réalisation des décors et des costumes pour la série Les Oraliens, diffusée par Radio-Québec.
- 1972 : illustrateur de l'émission Les Forges du Saint-Maurice, réalisée par Louis Bédard et Richard Martin.
- Réalisation du film d’animation Nos chers vieux téléromans, dans le cadre de l’émission Les beaux dimanches. Le film présente 47 téléromans de 1952 à 1972.
- Réalisation du générique de Bagatelle (la série de la SRC de 1973-1979, et non celle du même nom à la CBC).
- 1979 : réalisation de séquences animées pour le ballet L'Oiseau de feu d'Igor Stravinsky, de Jean-Yves Landry et diffusion dans le cadre des Beaux Dimanches, les 13 janvier et 7 septembre 1980. Cette émission remporte le Prague d'or 1980 et le Emmy Award 1980, à New-York.

### Peinture
- L'église Saint-Laurent de Rennes en ruines, Rennes, musée de Bretagne. Représentation de l'édifice en ruines avec au premier plan un char américain[25].

### Publications et illustrations
- 1944 : Du Guesclin de Roger Vercel, Paris : Éditions Arc-en-Ciel.
- 1947 : L'Ami Fritz d'Erckmann et Chatrian, Paris : Société d’éditions françaises et internationales, Librairie Hachette.
- 1948 : La Caravane de Pâques de Roger Vercel, Ottawa : Le Cercle du Livre de France ; Paris : Albin Michel.
- 1954 : Le Navigateur de Jules Roy, Ottawa : Le Cercle du Livre de France ; Paris : Gallimard.
- 1958 : Fredon et couplets d'André Cailloux, Montréal : Beauchemin.
- 1959 - 1961 :	L'Oncle 5 heure trente de Guy Maufette, Montréal : Fides, Collection des P'tits bouts de chou.

1. Un Petit mousse (1959)
2. Ildège de la pomme fameuse (1959)
3. Le Petit âne (1961)
4. Un Poème (1961).

- 1968 : Ulysse et Oscar d'André Cailloux. Montréal : Radio-Canada : Héritage.

1. Ulysse rencontre Oscar
2. Un cadeau d'Égypte
3. Noises chinoises
4. Corrida de vaches sacrées
5. Hortense aviatrice
6. Oscar fait du cinéma

- 1986 : Crac ! de Ghylaine Paquin et Fréderic Back. Montréal : Entreprises Radio Canada ; Paris : Centurion Jeunesse.
- 1989 : L'homme qui plantait des arbres de Jean Giono. Montréal :SRC ; Paris : Gallimard ; Saint-Laurent : Lacombe
- 1990 : L'animal, son bien-être et la loi au Québec de la Société québécoise pour la défense des animaux (SQDA). Montréal : Wilson et Lafleur Ltée : Québécor.
- 1995 : Le Fleuve aux grandes eaux de Claude Villeneuve. Montréal : Les éditions Québec/Amérique inc. : SRC.
- 1995: Inuit : les peuples du froid de Georges-Hébert Germain ; sous la direction scientifique de David Morrisson. Montréal : Éditions Libre expression ; Ottawa : Musée canadien des civilisations.
- 1995 : Québec, Paris : Gallimard, Collection « Encyclopédies du voyage ».
- 1996 : Les Bélugas, ou l'adieu aux baleines de Pierre Béland. Montréal : Éditions Libre Expression.
- 1996 : Alsace, Paris : Gallimard, Collection « Encyclopédies du voyage ».

En 2003, il crée un dessin pour la couverture et compose un texte inédit pour le livre collectif Lettres d'outre-mer pour en finir avec la guerre, dont les textes sont rassemblés par Andrée Parent. Le livre est publié chez Lanctot éditeur. Les profits des ventes ont été versés à l'organisme Développement et paix à Montréal.
Il signe la préface du recueil Mots de terre, publié en 2008.

## Distinctions

### Décorations
- Chevalier de l'ordre du Québec[26].
- Officier de l'ordre des Arts et des Lettres
- Officier de l'ordre du Canada.
- Commandeur de l'ordre de Montréal en 2016.

### Récompenses
- 1962 : prix du Congrès du Spectacle et du Art Director's Club, pour le meilleur graphique.
- 1982 : Crac ! reçoit l’Oscar du meilleur film d'animation décerné par l'Academy of Motion Picture Arts and Sciences de Los Angeles, aux États-Unis.
- 1986 : Annie Award, décerné à l'ensemble de l'œuvre de Frédéric Back pour sa contribution exceptionnelle à l'art de l'animation. Le prix a été décerné par ASIFA à Hollywood.
- 1988 : prix ASIFA International à l'Animafest Zagreb, rendant hommage à l'ensemble de son œuvre.
- Prix spécial décerné par l'Institut de radiotélévision pour enfants rendant hommage à l'ensemble de son œuvre.
- 1988 : L'Homme qui plantait des arbres remporte l’Oscar du meilleur court métrage décerné par l'Academy of Motion Picture Arts and Sciences de Los Angeles, aux États-Unis, le 11 avril.
- 1991 : prix Albert-Tessier.
- 1992 : prix de l'excellence accordé par le ministère des Communautés culturelles et de l'Immigration du Québec. Ce prix lui est accordé pour son apport exceptionnel à l'intégration des activités culturelles dans la société québécoise.
- 1993 : Cristal d'Annecy pour Le Fleuve aux grandes eaux au Festival international du film d'animation d'Annecy.
- 1993 : prix Klingsor pour l'ensemble de son œuvre à la Biennale d'animation de Bratislava (BAB)[27]
- 1994 : Prix du Gouverneur général pour les arts du spectacle.
- 1995 : prix d'Excellence au Festival de télévision de Banff, Canada - Juin.
- 2000 : prix Iris-Hommage, de l’Académie du cinéma.
- 2005 : Physis d’honneur à l’occasion de Terrascope 2005 pour son rôle de pionnier, depuis près de 40 ans, dans la sensibilisation aux problèmes environnementaux et, avant l’heure, aux enjeux du développement durable, le 28 mai.

Un parc de Montréal porte le nom de Frédéric Back,.

### Autres
- 1984 : Crac ! est sélectionné au sixième rang parmi les cinquante meilleurs films d'animation des quatre-vingt dernières années à Olympiad of Animation de Los Angeles, à l'occasion des Jeux olympiques.
- 1987 : The American Film Institute présente un hommage à l'ensemble de son œuvre dans le cadre de The Walter Lantz Conference on Animation à Los Angeles.
- 2003 : trois films de Frédéric Back sont sélectionnés au Best 150 World and Japanese animation films produced in the 20th century selected by professionnals, par Fusion Product Co, à Tokyo, au Japon : L'Homme qui plantait des arbres (4e rang), Crac ! (12e rang), Le Fleuve aux grandes eaux (127e rang).
- Frédéric Back est invité pour la 9th Marc Davis Lecture on Animation à l’Academy of Motion Picture Arts and Sciences de Los Angeles, aux États-Unis, le 23 mars.